# Damn Small Linux
Damn Small Linux ili DSL jest mini Linux distribucija za x86 arhitekturu i zauzima oko 50 MB. Damn Small Linux ujedno je i Live distribucija, što znači da se može pokretati i s CD-a, a i instalirati. DSL-ov je autor John Andrews, a distribucija je potekla iz Debiana, točnije Knoppixa. DSL distribucija koristi Fluxbox kao grafičko sučelje. Još neki paketi koje sadrži jesu: XMMS, FTP klijent, Dillo web pretraživač, links web pretraživač, Mozilla Firefox, spreadsheet, Sylpheed email, spellcheck, FLwriter, tri editora (Beaver, Vim, and Nano Pico klon), uređivanje i pregledavanje slika (Xpaint i xzgv), Xpdf (PDF Preglednik), emelFM (menadžer datoteka), Naim (AIM, ICQ, IRC), VNCviwer, Rdesktop, SSH/SCP server i klijent, DHCP klijent, PPP, PPPoE (ADSL), web poslužitelj, kalkulator, GhostScript printer podrška, NFS, igre, aplikacije za nadgledanje sistema, USB podrška, i pcmcia i wireless podrška.

## Vanjske poveznice
- Službena webstranica DSL-a
- DSL Wiki
- Engleski forum
- VMWare imidž